# Silvia Conti (cantautrice)

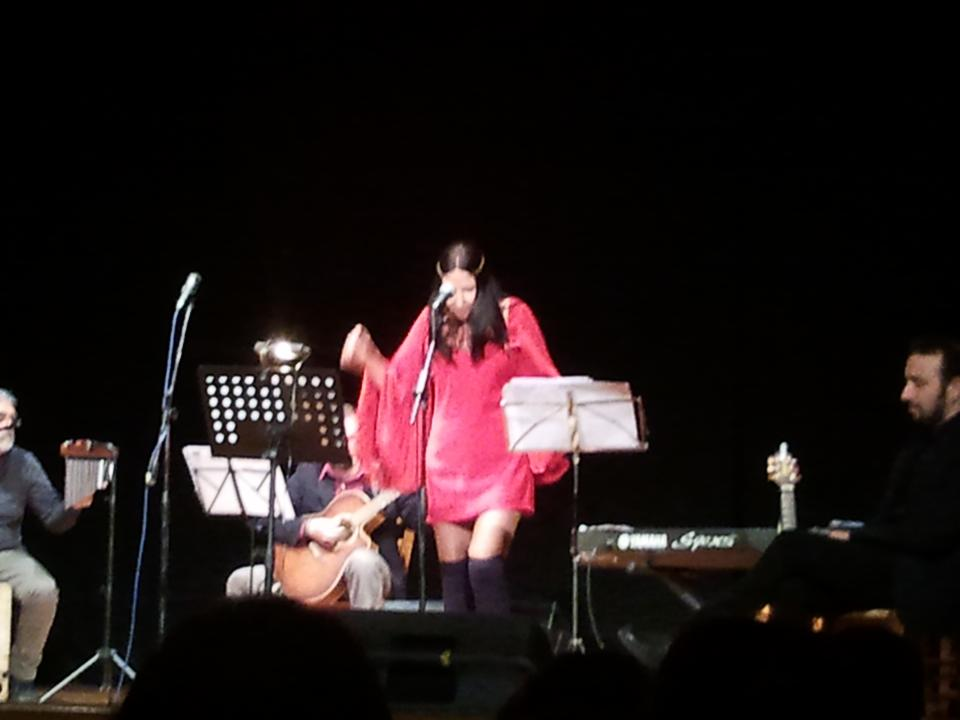
Silvia Conti in concerto

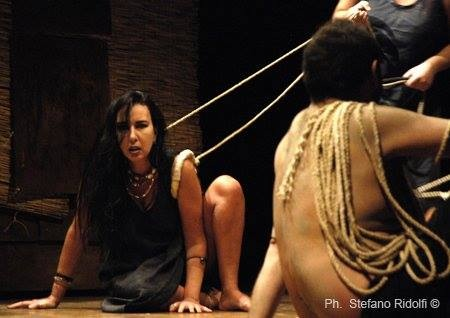
In teatro con "Agamennone"

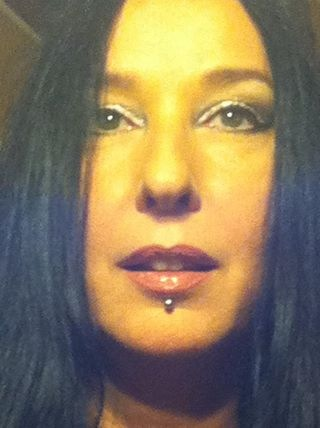
In teatro con "Party time"

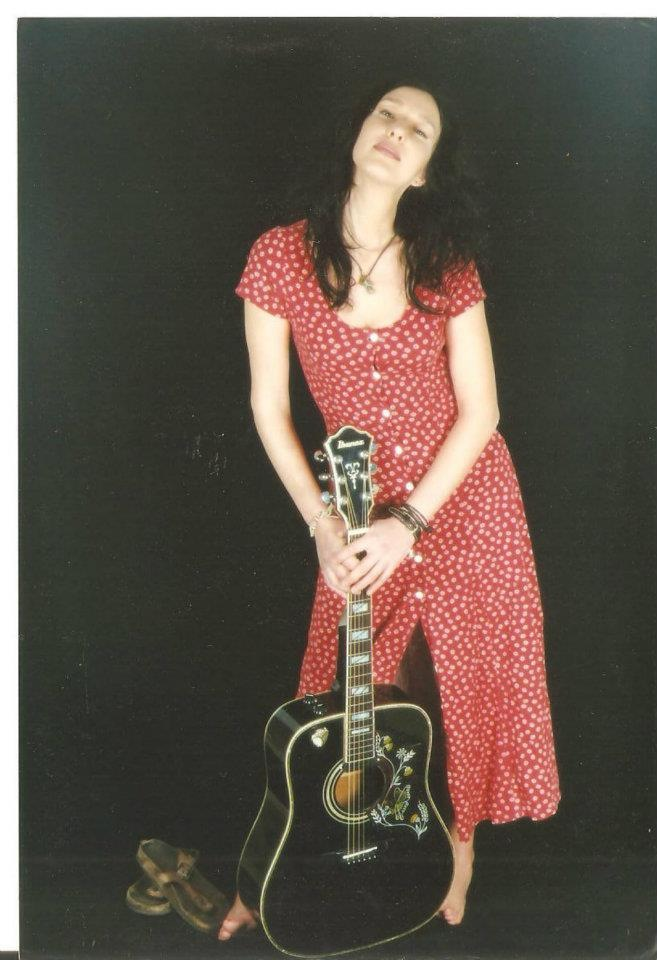
In studio

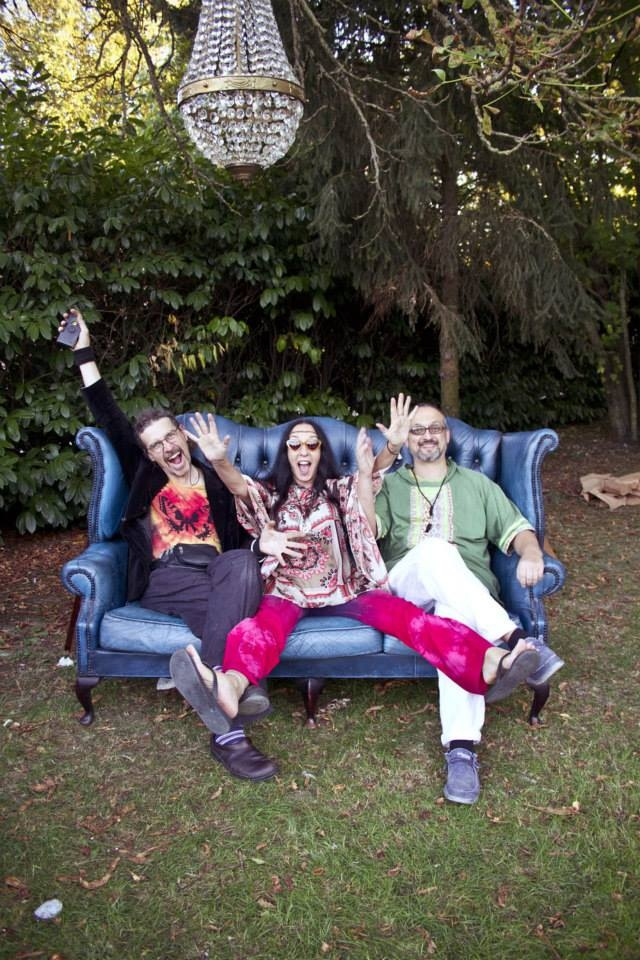
I Sunflowers

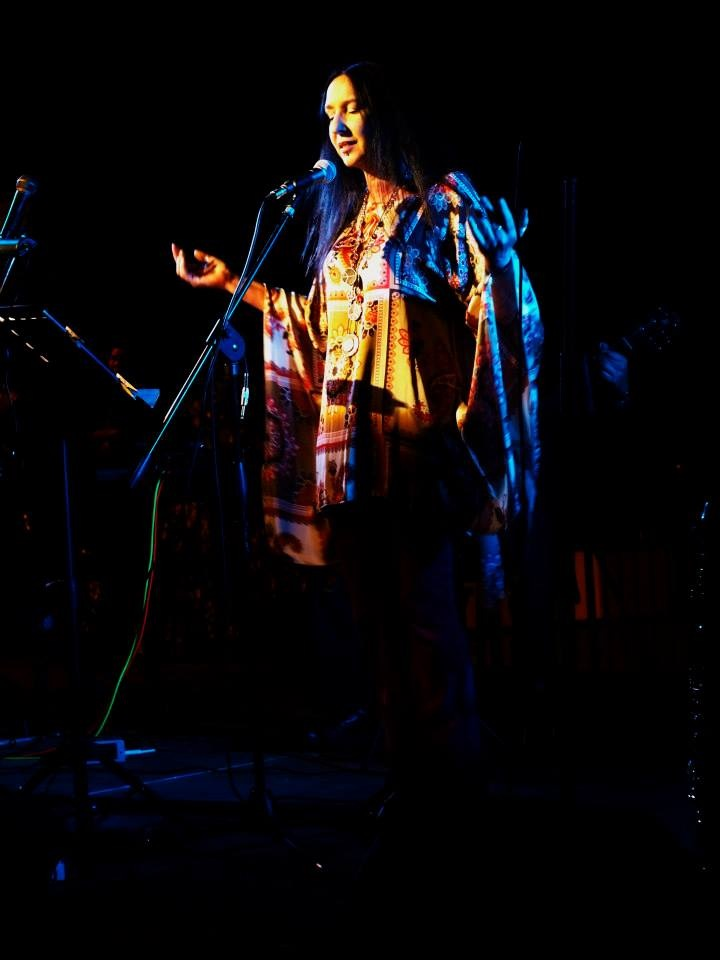
"Dialoghi con il signor G"

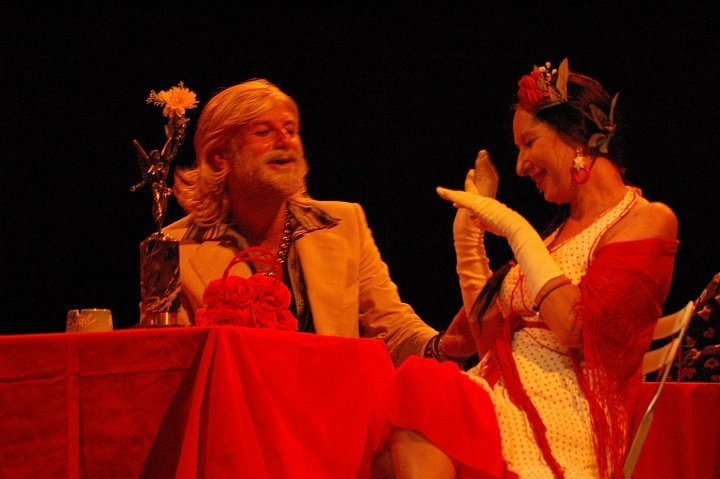
In teatro con "Bar Sport"

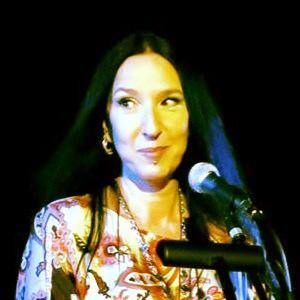
Silvia Conti

Silvia Conti, all'anagrafe Silvia Tognelli (Firenze, 1º dicembre 1962), è una cantautrice e attrice teatrale italiana.

## Biografia
Silvia Conti è nata a Firenze il 1º dicembre 1962.
Inizia a cantare e a suonare la chitarra già all'età di 12 anni in vari gruppi musicali fiorentini.
Nel 1983 vince il Festival di Castrocaro con il brano Hey ragazzo.
Nel 1984 l'artista viene inserita nella rosa dei cantanti del Festival di Sanremo ma, alla vigilia della manifestazione, il brano Favola triste risulta già eseguito dal vivo da Fiordaliso e viene quindi squalificato. Pochi mesi dopo è in gara alla rassegna Un disco per l'estate di Saint Vincent con lo stesso brano.
Partecipa a numerose trasmissioni televisive come Discoring, l'Orecchiocchio, Domenica In, Tandem.
L'anno successivo, il 1985, partecipa per la prima volta al Festival di Sanremo, fortemente voluta da Gianni Ravera, esibendosi con il brano Luna nuova scritto appositamente per lei da Aldo Tagliapietra de Le Orme, brano che non supera l'eliminatoria ma ottiene un buon successo di critica e pubblico e risulta ancora oggi il suo brano più famoso.
Dagli anni '90 collabora a diversi progetti musicali e con artisti quali Le Orme, Bandabardò, Tiziano Mazzoni, Whisky Trail.
Nel 1992 è ospite del concerto di Aldo Tagliapietra “Radio Londra”, nel quale canta La mia corsa.
È del 1997 il primo pezzo del quale è totalmente autrice, testo e musica, Rino, dedicata al cantautore scomparso Rino Gaetano, e lo incide avvalendosi della collaborazione dei Whisky Trail, gruppo di musica irlandese di grande successo.
Nel 1998 esordisce in teatro con una piccolissima parte ne L'Ispettore Generale.
Nel 1999 con Andrea Bassato, tastierista de Le Orme, lavora al progetto del gruppo Controcanto incidendo tre pezzi prog di cui è autrice insieme allo stesso Bassato: Notte di caccia, Leggerezza (per me) e Il volo.
Nel 2005 incide la cover de Il mare d'inverno che viene inserita nella compilation La voce della solidarietà.
Nel 2006 è ospite nel disco d'esordio di Tiziano Mazzoni, “Zaccaria per terra”, dove canta il brano Donna. Sempre in quell'anno inizia a fare teatro seriamente, diplomandosi alla scuola teatrale Catalyst qualche anno dopo e lavorando con diverse compagnie e svariati registi.
Nel 2007 incide due nuovi brani , Il Sagittario (del quale è autrice) e Mi dormi, una ballata del musicista Roberto Mangione.
Nel 2008 lavora allo spettacolo teatrale Comparse.
Nel 2010 è di nuovo ospite nel secondo disco di Tiziano Mazzoni, Goccia a goccia, nel quale canta il brano che dà il titolo all'album. Sempre nel 2010 è in scena con l'Agamennone. Nello stesso anno fonda il gruppo Sunflowers insieme al suo compagno Roberto “Bob” Mangione e al percussionista Giovanni Vaccari, gruppo che spazia tra brani della stessa artista e brani beat, rock, combat-folk e psychedelic.
Nel 2011 è nuovamente in teatro con: Bar Sport di Stefano Benni, spettacolo che verrà replicato anche l'anno dopo; Cafè Santiago de Cuba, commedia che avrà repliche per i due anni successivi e infine Party Time, dramma di Harold Pinter, replicato anche nel 2012.
Nel 2012 lavora ancora in teatro con tre nuove produzioni molto diverse tra loro: Approdi, una sorta di cammino nei sensi per gli spettatori; L'Italia è servita, commedia tagliente sull'Italia di oggi e Listen, adattamento del testo Katzelmacher di R.W.Fassbinder.
Nel 2013 lavora al testo teatrale Gli Spaventapasseri Sposi, testo che replicherà ancora nel 2014. Sempre nel 2013 insieme a un nutritissimo gruppo di amici/artisti fiorentini (Edoardo Semmola, Letizia Fuochi, Riccardo Ventrella, Massimiliano Larocca, Frank Cusumano, Gianfilippo Boni, Andrea Laschi) porta in scena Dialoghi con il Signor G, uno spettacolo di Teatro Canzone su e per Giorgio Gaber che fa sold-out dovunque: replicato più volte nel 2014, vedrà ulteriori repliche fino al 2022.
Nel 2014 è in scena con lo spettacolo della cantautrice toscana Letizia Fuochi: Tina Allori – La bella voce della radio.
Collabora inoltre con gruppi dell'underground toscano e attualmente fa parte del collettivo di musicisti fiorentini La Scena Muta con il quale ha inciso due brani: Firenze-Copenaghen (2012) e Estate fiorentina, colonna sonora ufficiale dell'estate fiorentina 2014. Nello stesso anno e con lo stesso collettivo è parte de La Nuova Pippolese, riproposizione della storica orchestra fiorentina di strumenti a pippolo, cioè a plettro, progetto tuttora operante soprattutto sul territorio toscano.
Nel 2015 è nuovamente in teatro con The Jail - chi è libero dentro è libero ovunque insieme all'attore, mimo e amico Luigi Grey Benassai.
Nel 2016 è ospite nel disco di Marco Cantini Siamo noi quelli che aspettavamo e l'anno successivo in quello di Tiziano Mazzoni Ferro e carbone.
Nel 2017 esce A piedi nudi (psichedeliche ipnotiche nudità).
Nel 2018 è ospite nel disco di Marco Cantini La febbre incendiaria.
Nel 2020 esce il singolo L'incrocio del diavolo che fa da apripista al nuovo disco in programma nello stesso anno e bloccato dalla pandemia.
Nel 2021 esce il singolo Il filo d'argento (per Enrico) dedicato alla scomparsa di Erriquez della Bandabardò.
Nel 2022 è ospite nel disco di Ance Ergonomia domestica.
Nel 2023 è ospite del nuovo disco di Marco Cantini Zero Moltiplica Tutto e nel dicembre dello stesso anno esce il singolo Lucciola anticipando il nuovo album Ho un piano B previsto per l'8 gennaio 2024.

## Vita privata
Silvia Conti vive a Firenze con il secondo marito, il musicista Bob Mangione.

## Discografia
- 1984 Favola triste
- 1985 Luna nuova
- 1997 Rino
- 1999 Notte di caccia
- 1999 Leggerezza (per me)
- 1999 - Il volo
- 2005 - Il mare d'inverno
- 2006 - Donna
- 2007 - Il Sagittario
- 2007 - Mi dormi
- 2010 - Goccia a goccia
- 2012 - Firenze-Copenaghen
- 2014 - Estate fiorentina
- 2017 - Tom Tom

### Singoli
- 2020 - L'incrocio del diavolo
- 2021 - Il filo d'argento (per Enrico)
- 2023 - Lucciola

Album
- 2017 - A piedi nudi (psichedeliche ipnotiche nudità)
- 2024 - Ho un piano B

## Teatro
- 1998 L'Ispettore generale
- 2008 Comparse
- 2010 Agamennone
- 2011 Bar Sport
- 2011 Cafè Santiago de Cuba
- 2011 Party Time
- 2012 Approdi
- 2012 L'Italia è servita
- 2012 Listen
- 2013 Gli Spaventapasseri Sposi
- 2013 Dialoghi con il Signor G (replicato fino al 2022)
- 2014 Tina Allori – La bella voce della radio
- 2015 The Jail - chi è libero dentro è libero ovunque